# Forwarder

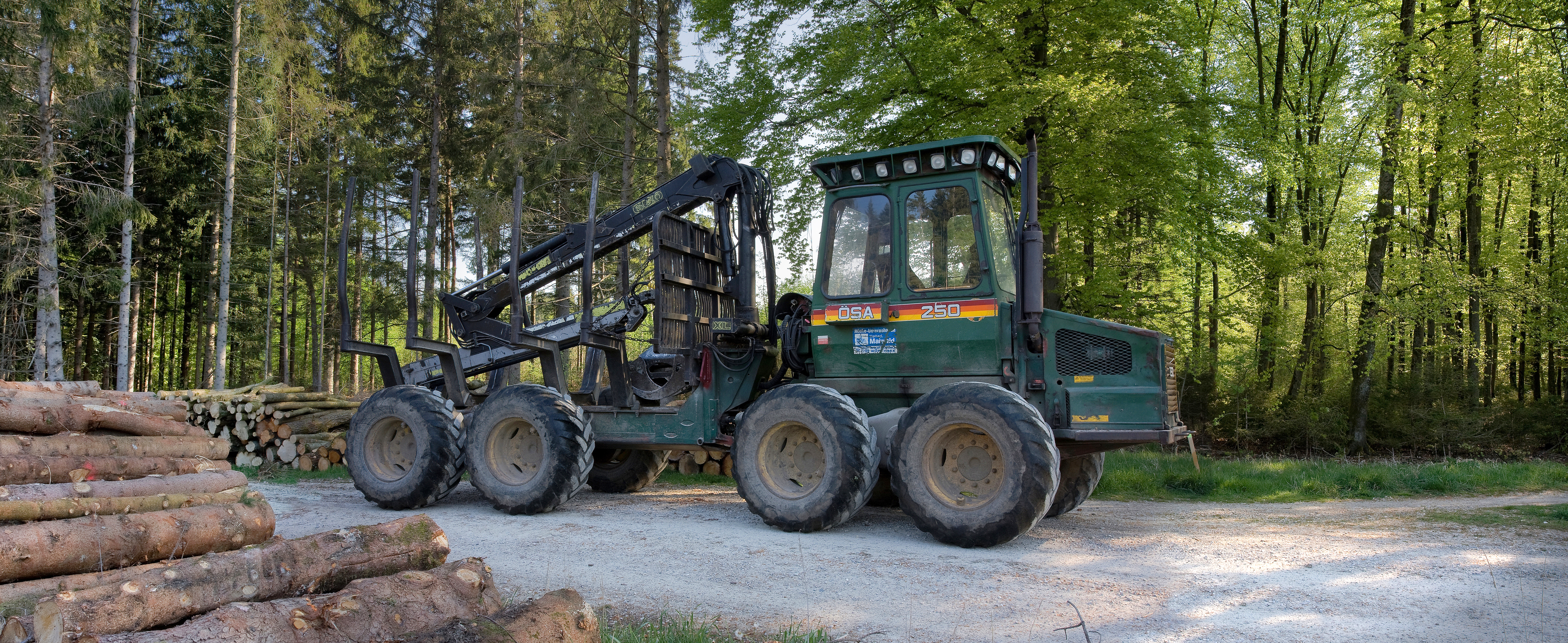
Forstlicher Rückezug, Klemmbankschlepper ÖSA 250

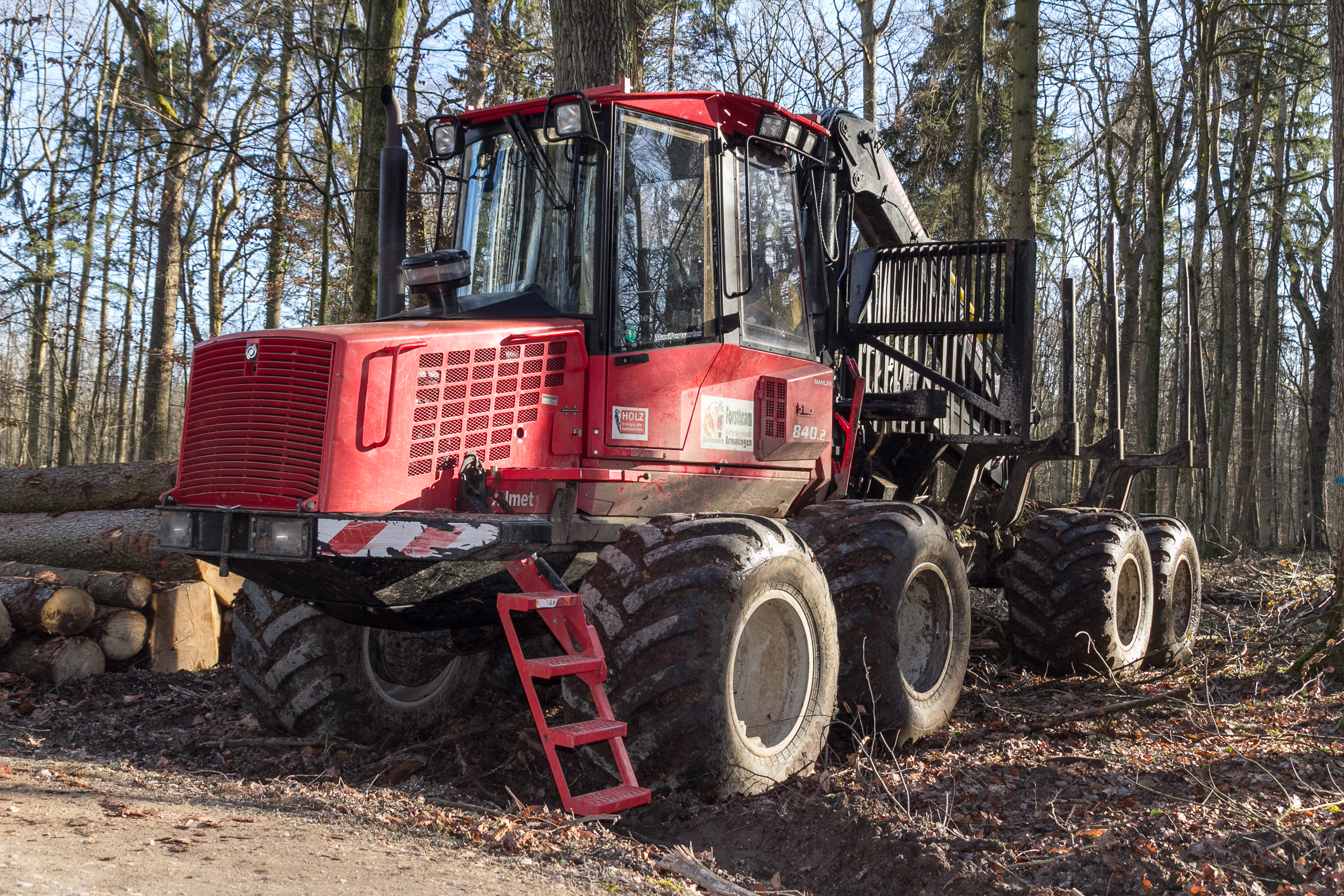
Valmet 840.2 Forwarder

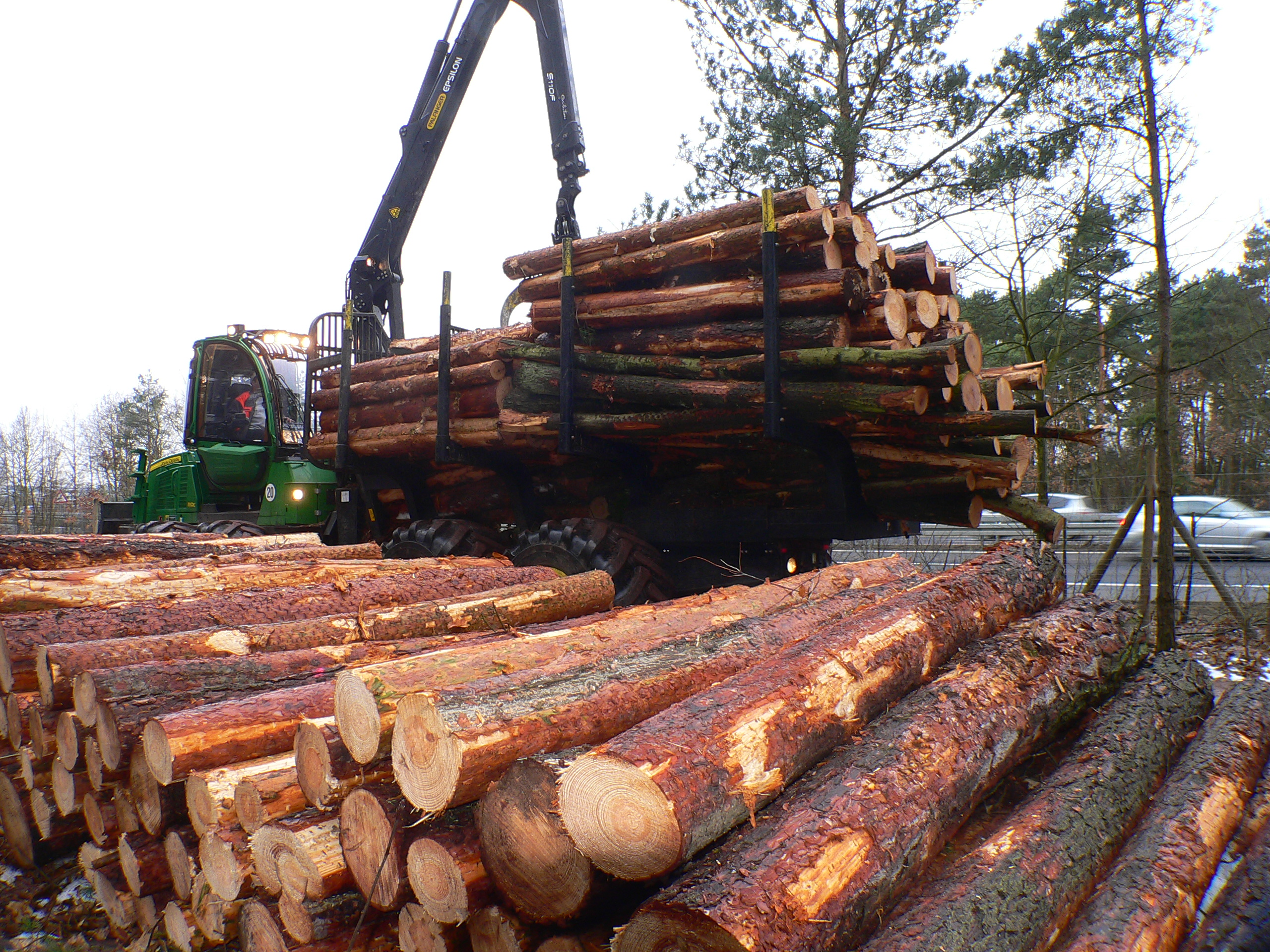
Forwarder 1110E von John Deere beim Entladen des Forwarder-Transportgestells

Als Forwarder, Rückezug, Tragrückeschlepper oder kurz Tragschlepper wird in der Forstwirtschaft ein Fahrzeug bezeichnet, das bei der Holzernte das Holz aus dem Bestand rücken, aufladen und an den LKW-befahrbaren Waldweg transportieren kann. Im Gegensatz zum Skidder, der als Nachfolger des Rückepferds betrachtet werden kann, vermag ein Forwarder die Baumstämme auch auf seinem Transportgestell oder -anhänger zu sammeln und dann komplett abzutransportieren. Forwarder werden oft zum Transport von Holzabschnitten verwendet (Kurzholzmethode). Allerdings ist ein Forwarder aufgrund seiner Bauweise nicht für den Werktransport geeignet. Das Fahrzeug ist als selbstfahrende Arbeitsmaschine zu klassifizieren. Diese Holzabschnitte lassen sich in fixen Längen maschinell durch Vollernter / Harvester oder (heutzutage eher selten) motormanuell durch Waldarbeiter herstellen. Ein Forwarder kann bis zu 18 Tonnen Holz zuladen.

## Ausstattung

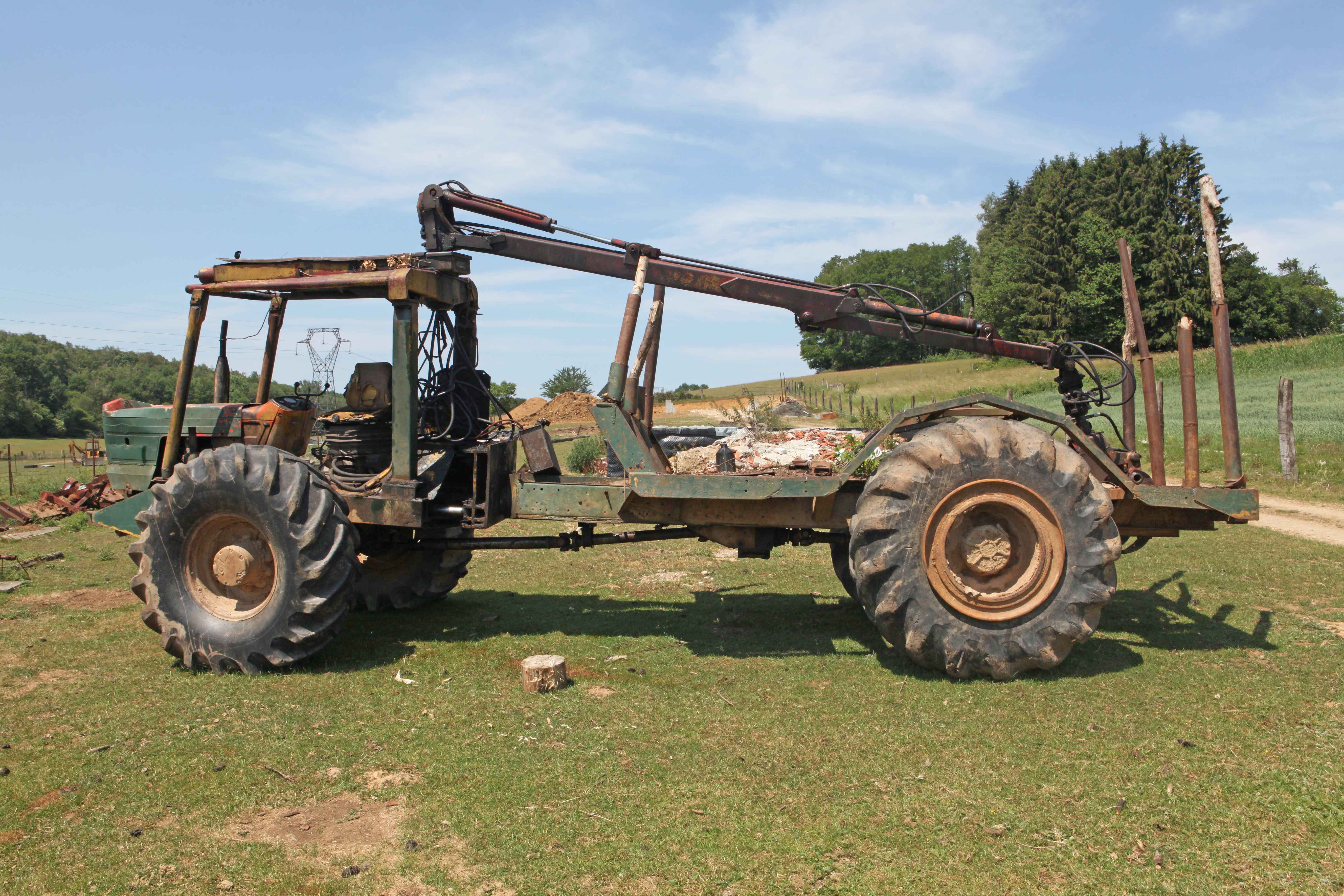
Forwarder der Marke Belarus des Minsker Traktorenwerkes

Das teilweise sechs-, meist jedoch achträdrige Fahrzeug ist mit einer Knicklenkung, einer Tandemachse (bei 8-rädrigen Maschinen zwei Tandemachsen bzw. Bogie-Achsen) und einem Allradantrieb ausgerüstet, um höchste Geländegängigkeit und Wendigkeit zu erzielen. Die Hydraulikanlage ist in der Regel mit biologisch abbaubarer Hydraulikflüssigkeit befüllt. Die Maschinen sind mit Niederquerschnittsreifen mit bis zu 100 cm Breite ausgestattet. Die Reifen sind Spezialanfertigungen für den Forsteinsatz und sollen die Bodenverdichtung verringern, der von den schweren Fahrzeugen verursacht wird. Zudem lassen sich auf die Reifenpaare Bogiebänder aufziehen, die vom Aussehen her an die Ketten von Kettenfahrzeugen erinnern, vom Funktionsprinzip aber eher dem einer Schneekette entsprechen. Eine Alternative zu Bogiebänder stellt die Doppelbereifung von Harvester und / oder Forwarder dar. An jedem Rad wird (wie bei vielen Lkws schon üblich) ein weiteres Rad montiert. Neben dem geringeren Bodendruck, erlaubt diese Radstandsverbreiterung, dass der Harvester-/Forwarderkran selbst bei hoher Beladung noch weiter ausgefahren werden kann. Damit erübrigen sich häufig zusätzliche Fahrten zu weiteren, naheliegenden und zu fällenden Bäumen. Der Waldboden wird somit noch besser geschützt.
Eine Vielzahl von am oberen Rand der Kabine angebrachten, in verschiedene Richtungen strahlenden Scheinwerfern ermöglicht das Arbeiten in der Dunkelheit. Der Forwarder besitzt üblicherweise eine klimatisierte Kabine mit schwingungsgedämpftem Fahrersitz, von dem aus das Fahrzeug und der bis zu 10 m lange Ladekran gesteuert werden. Der hintere Teil des Fahrzeugs ist mit einem Rungenwagen oder einem Transportkorb ausgestattet. Seltener sind Klemmbänke zu finden, mit denen entastete oder Ganzbäume (Langholz) gerückt (an den Waldweg transportiert) werden. Unter Umständen ist der Forwarder mit einem zusätzlichen Polterschild ausgerüstet, mit dem am Holzlagerplatz Stammabschnitte bewegt werden, Hindernissen auf den Fahrgassen eingeebnet oder beseitigt und Rückegassenausfahrten auf tieferliegende Waldwege angeböscht werden können. Für den Einsatz bei händisch geschlagenem Holz sind häufig auch Seilwinden zum Vorliefern an die Rückegasse angebaut.
Spezielle Hangforwarder besitzen wie manche Pistenraupen eine Seilwinde mit drehbaren Arm am Dach, um sich selbst an einem Fixpunkt den Hang hinaufzuziehen und herabzulassen. In der Regel werden allerdings zusätzliche, fernsteuerbare Seilwindenraupen (auch als Forst-/Fällraupen oder Multifunktionsraupen bezeichnet) genutzt, um einen herkömmlichen Forwarder am Hang zu sichern und ihn bei Bedarf beim Hoch- und Herunterfahren im steilen Gelände zu sichern. Diese Kombination ist zudem sehr viel kippsicherer als eine Seilwinde, die am Dach eines Forwarders installiert ist.

## Arbeitsverfahren

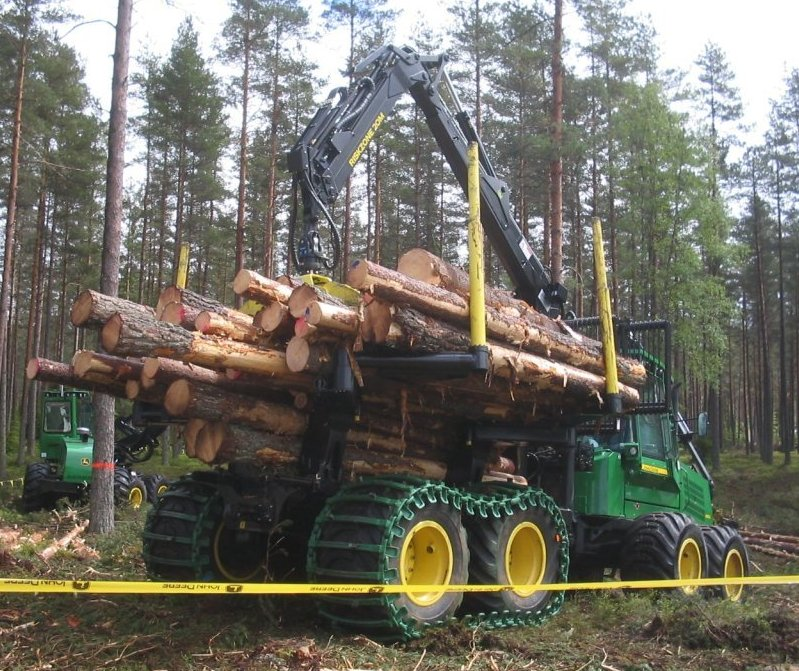
Forwarder mit Bogiebändern an den Reifen

Der Forwarder arbeitet vom Rückeweg aus, den z. B. der Holzvollernter (Harvester) bei der Durchforstung angelegt hat. Problematisch ist das hohe Gewicht des vollbeladenen Forwarders. Die Bodenverdichtung durch einen beladenen Forwarder ist deutlich höher als bei einem Holzvollernter. Vor allem feinporige Böden können durch unsachgemäße Befahrung geschädigt werden. Die Folgen sind Vernässung, abnehmende Bodendurchlüftung, mechanische Wurzelschädigung und die Beeinträchtigung der Wüchsigkeit am Standort. Der Fahrzeugführer sollte sehr genau den Gassen folgen. Zum einen befinden sich die Reisigpolster der abgestreiften Äste auf den Rückegassen, die den Boden schützen, zum anderen wird die Bodenverdichtungen so auf bestimmte Flächen konzentriert. Breite Reifen verringern die Bodenpressung, ebenso das Aufziehen von Bändern auf die Bereifung (sogenannte Bogiebänder). Fahrzeuge mit acht Rädern können mehr Gewicht zuladen, da sich das Gewicht über acht Räder besser verteilt. Bei Hangforwardern wird ein gewisser Teil der Last vom Windenseil übernommen, welches oberhalb befestigt ist (oft an mehreren Bäumen).
Die kapitalintensiven Maschinen werden in Skandinavien im Drei-Schichtbetrieb oft an sieben Tagen in der Woche gefahren, in Deutschland ist Zwei-Schichtbetrieb üblich.

## EU-Projekt Forwarder 2020
Im Rahmen einer nachhaltigen Forstwirtschaft wurde seitens der EU das Projekt Forwarder 2020 initiiert; Projektlaufzeit: 10/2016 – 09/2019. Infolgedessen wurde 2019 in Rumänien der zweite Prototyp der Öffentlichkeit vorgestellt. Das Steinbeis-Europa-Zentrum hat Hohenloher Spezial-Maschinenbau bei der Antragstellung und den Vertragsvereinbarungen mit der EU mitkonzipiert und unterstützt. Als Projektpartner unterstützte es die Forschung, Entwicklung und den Wissenstransfer. Insgesamt sind 14 Projektpartner daran beteiligt.

## Forwarder-Meisterschaften
Die Wettbewerbe bestehen aus drei Disziplinen: Endnutzung, Durchforstung, Turmbau. Die Meisterschaften sind offen für Harvester- und Forwarderfahrer aus Deutschland und allen europäischen Ländern.

## Hersteller
- Alstor
- Barko Hydraulics
- Caterpillar
- Eco Log (übernahm 2020 Fa. Gremo und Fa. SP Maskiner)
- FHS Forsttechnik (vormals: Preuss Forstmaschinen)
- HSM
- John Deere (vormals: Timberjack)
- Komatsu Forest (vormals: Valmet)
- Logset
- Malwa Forest
- Neuson Forest (nur Raupenharvester)
- Noe
- Pfanzelt Maschinenbau
- Ponsse
- Rottne Industri
- Sampo Rosenlew
- Sittrans (Markenname „Equus“)
- Strojirna Novotny
- Tigercat International
- Timber Pro
- Vimek AB (kleine / kompakte Forwarder und Harvester; Teil der Fassi Group)
- WFW Waldburg Forstmaschinen